# Hellertown
Hellertown is een plaats (borough) in de Amerikaanse staat Pennsylvania, en valt bestuurlijk gezien onder Northampton County.

## Demografie
Bij de volkstelling in 2000 werd het aantal inwoners vastgesteld op 5606. In 2006 is het aantal inwoners door het United States Census Bureau geschat op 5617, een stijging van 11 (0,2%).

## Geografie
Volgens het United States Census Bureau beslaat de plaats een oppervlakte van 3,5 km², geheel bestaande uit land. Hellertown ligt op ongeveer 189 m boven zeeniveau.

## Plaatsen in de nabije omgeving
De onderstaande figuur toont nabijgelegen plaatsen in een straal van 12 km rond Hellertown.

## Geboren
- Allen Woodring (15 februari 1898), atleet